# Yona Sabar
Yona Sabar (* 1938 in Zaxo, Irak) ist ein kurdisch-jüdischer Gelehrter, Linguist und Forscher.
Er wurde in der Stadt Zaxo der kurdischen Region im Nordirak geboren. Seine Familie zog 1951 nach Israel. Er erhielt 1963 den Bachelor der Hebräischen Universität Jerusalem in den Fächern Hebräische und Arabische Sprache. 1970 machte er seinen Doktorabschluss im Fach Sprachen des Nahen Ostens an der Yale University. 2010 ist er Professor für Hebräisch an der University of California, Los Angeles. Er beherrscht Aramäisch als Muttersprache und hat mehr als 90 Artikel über das jüdische Neuaramäisch und die Folklore der kurdischen Juden veröffentlicht.
Seine Reise von den Hügeln Kurdistans bis zu den Highways in Los Angeles ist das Thema seiner Memoiren, die von seinem Sohn Ariel Sabar geschrieben wurde. Dieses Buch mit dem Titel My Father's Paradise: A Son's Search for his Jewish Past in Kurdish Iraq gewann 2008 den Preis des National Book Critics Circle Award für Autobiografien.

## Bücher
- The Folk Literature of the Kurdistani Jews: An Anthology, Yale University Press, 1982, ISBN 0-300-02698-6
- A Jewish Neo-Aramaic dictionary: dialects of Amidya, Dihok, Nerwa and Zakho, Northwestern Iraq, Harrassowitz, 2002. ISBN 3-447-04557-4